# Nzingha Corona
La Nzingha Corona è una struttura geologica della superficie di Venere.